# Туровец (Вологодская область)
Турове́ц — посёлок в Междуреченском районе Вологодской области. Административный центр Туровецкого сельского поселения и Туровецкого сельсовета.
Находится к югу от автодороги А123, на левом берегу Сухоны при впадении в неё Турицы. Расстояние до районного центра Шуйского по Сухоне — 75 км. Ближайшие населённые пункты — Большая, Вакориха.
По переписи 2002 года население — 1027 человек (490 мужчин, 537 женщин). Преобладающая национальность — русские (97 %).
В посёлке находятся предприятия лесной промышленности. Социальная сфера представлена средней школой, детским садом, домом культуры, библиотекой, участковой больницей, четырьмя магазинами и отделением связи. Часовня во имя преподобных Григория и Кассиана Авнежских.

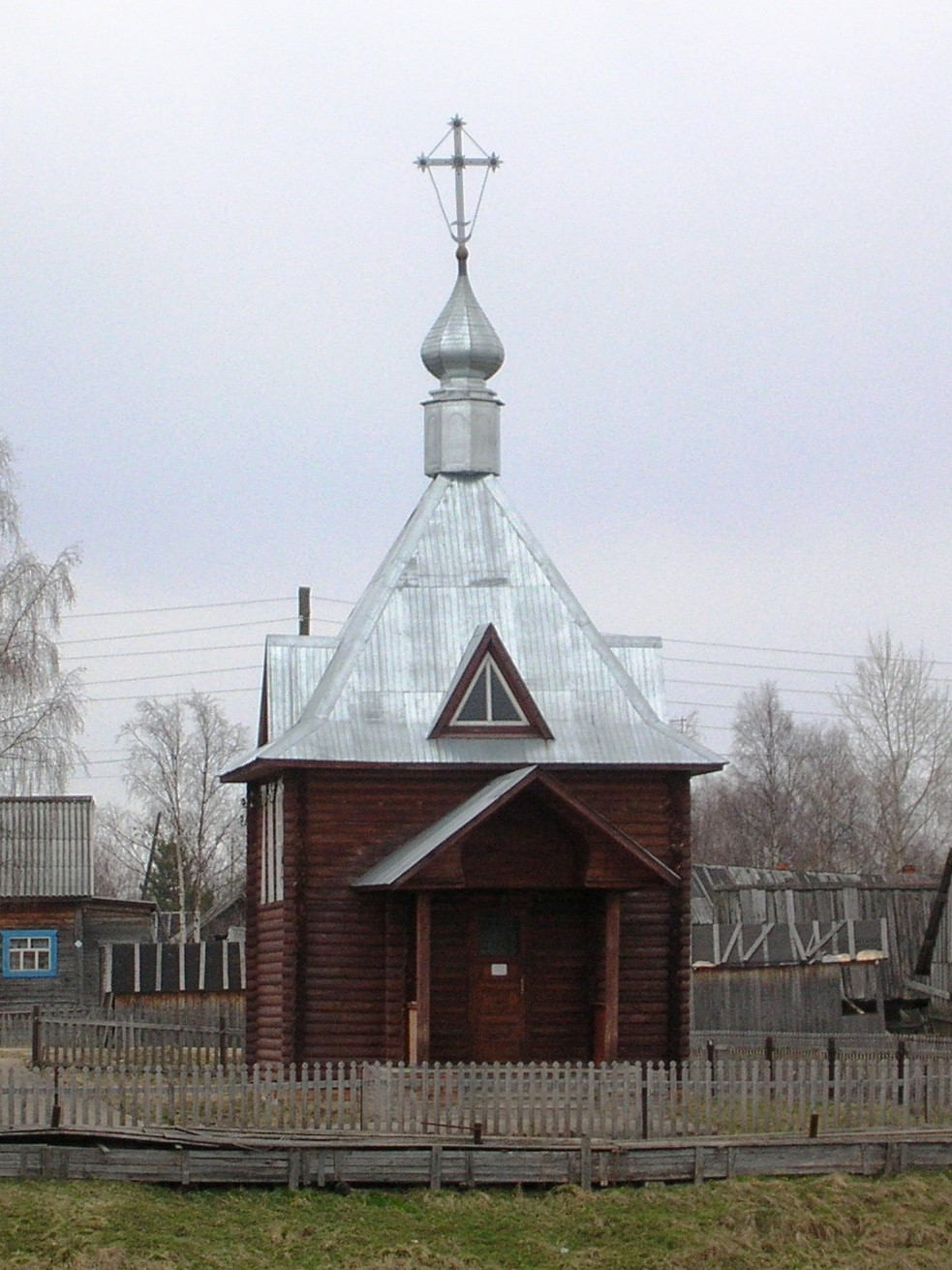
Часовня